# Paragona dubia
Paragona dubia är en fjärilsart som beskrevs av Alfred Ernest Wileman 1916. Paragona dubia ingår i släktet Paragona och familjen nattflyn. Inga underarter finns listade i Catalogue of Life.